# Centrolene antioquiense
Espèce
Synonymes
- Centrolenella antioquiensis Noble, 1920

Statut de conservation UICN

 NT  : Quasi menacé
Centrolene antioquiense est une espèce d'amphibiens de la famille des Centrolenidae.

## Répartition
Cette espèce est endémique de Colombie. Elle se rencontre dans les départements d'Antioquia, de Caldas et de Tolima entre 1 850 et 2 450 m d'altitude sur les versants Est et Nord de la cordillère Centrale.

## Description
L'holotype de Centrolene antioquiense, une femelle adulte, mesure 22 mm.

## Étymologie
Son nom d'espèce, composé de antioqui[a] et du suffixe latin -ense, « qui vit dans, qui habite », lui a été donné en référence au lieu de sa découverte, le département d'Antioquia.

## Publication originale
- Noble, 1920 : Two new batrachians from Colombia. Bulletin of the American Museum of Natural History, vol. 42, no 9, p. 441-446 (texte intégral).